# Maodomalick Faye
Pour les articles homonymes, voir Faye.
Maodo Malick Faye est un joueur de football sénégalais, né le 13 décembre 1987 à Kahone (Sénégal). Il est attaquant, mesure 1,80 m pour 72 kg.

## Biographie
Formé à l'ASC Yeggo, club de Dakar partenaire de celui de Saint-Étienne, il arrive à l'ASSE en 2005. 
Maodo Malick Faye ne fait son apparition dans le groupe professionnel que durant la saison 2006-2007 et il entre finalement en jeu pour la première fois le 25 janvier 2007, à la place de Bafétimbi Gomis dans un match contre l'AS Nancy-Lorraine (ASNL 0-2 ASSE). Le 3 janvier 2009, il signe un triplé contre la SS Jeanne d'Arc en trente-deuxièmes de finale de la Coupe de France (7-1).
Avec le SO Chambéry Foot, il atteint les quarts de finale de la Coupe de France lors de la saison 2010-2011, mais ne peut pas disputer le match face au SCO Angers en raison d'une bagarre qui le suspend 5 matches. Malick Faye est tout de même buteur en 16e de finale de la coupe contre Brest.

## Palmarès
- Champion de CFA2 (Groupe D) en 2011 avec Chambéry